# Vince Russo
Pour les articles homonymes, voir Russo.
Vincent James Russo, plus connu sous le nom de Vince Russo, né le 24 janvier 1961, est un Head Booker (responsable de l'équipe créative) et catcheur américain. Il a commencé sa carrière à la World Wrestling Federation (WWF) où il a commencé à la rédaction du magazine mensuel de la fédération puis il est devenu responsable de l'équipe créative où de 1997 à 2000 il rédige plusieurs storylines de ce qu'on appelle l’Attitude Era (période à la WWF où la fédération vise un public plus adulte). En 2000 il quitte la WWF pour aller à la World Championship Wrestling (WCW) et à la suite du rachat de la WCW par la WWF il est engagé en 2002 par Jeff Jarrett pour rédiger les storylines de la Total Nonstop Action Wrestling,.

## Biographie

### Jeunesse
Russo grandit à Farmingville, New York. Il étudie à l'université du Sud de l'Indiana où il obtient un diplôme en journalisme.